# Ser du månen, Daniel
Ser du månen, Daniel er en dansk filmatisering af Puk Damsgårds bestseller fra 2015 af samme navn. Filmen er instrueret af Niels Arden Oplev. I hovedrollerne ses blandt andre skuespillerne Anders W. Berthelsen og Esben Smed. Filmen havde biografpremiere 29. august 2019. Filmen vandt prisen for Årets danske film ved Svendprisen i 2020.

## Baggrund
Det er selskabet Toolbox Film, der har sikret sig rettighederne til at indspille filmen på baggrund af journalist og forfatter Puk Damsgårds bestseller fra 2015, Ser du månen, Daniel, som har solgt flere end 100.000 eksemplarer. Optagelserne foregik fra 1. oktober 2018 – 31. januar 2019 i Trollhättan i Sverige, Aarhus, Jordan og Canada. Filmen fortæller historien om den danske freelancefotograf Daniel Rye, der i 2013 blev kidnappet af Islamisk Stat i Syrien og holdt som gidsel i 398 dage.

## Medvirkende
- Esben Smed som Daniel
- Anders W. Berthelsen som Arthur
- Toby Kebbell som James Foley
- Sofie Torp som Anita
- Sara Hjort som Signe
- Christiane Gjellerup Koch som Susanne
- Jens Jørn Spottag som Kjeld
- Andrea Heick Gadeberg som Christina
- Ardalan Esmaili som Maieed